# Dramaturgi

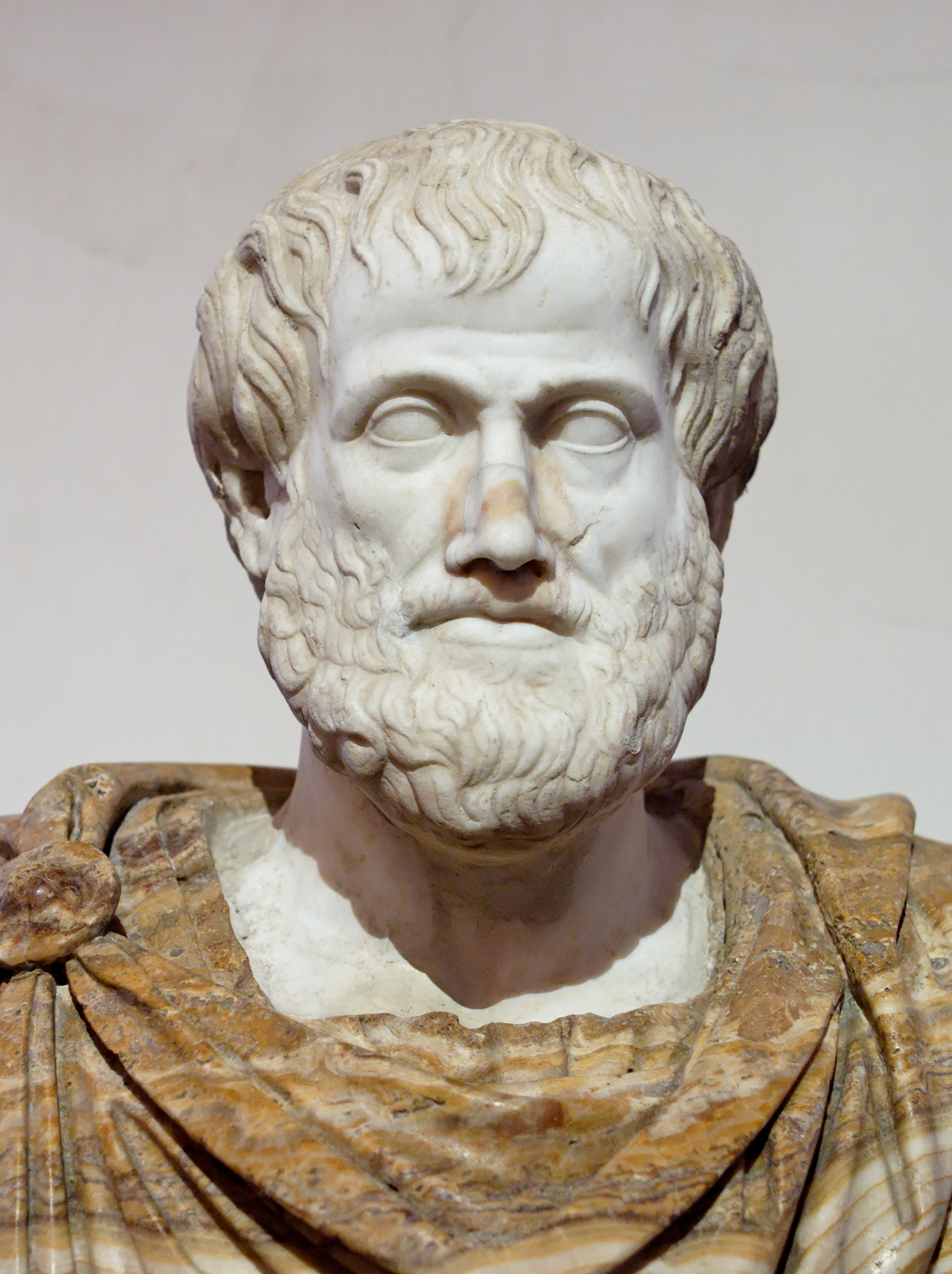
Aristoteles skapade den första versläran.

Dramaturgi (grekiska: dramatourgia, 'författande av drama') handlar om hur en berättelse är uppbyggd rent strukturellt och formmässigt. Det är även läran om hur man bygger upp en berättelse på ett bra och ändamålsenligt sätt.

## Historia
Redan Aristoteles skrev på 300-talet f.Kr. en verslära (Poetik) som talade om hur en berättelse skulle byggas upp för att få bästa effekt. Han delade till exempel in berättelsen i en början, en mitt och ett slut, och gav recept för hur rollutvecklingen skulle se ut. Bland de viktiga berättelseelementen presenterade han mimesis (efterbildande), peripeti (vändpunkt) och katharsis (rening).

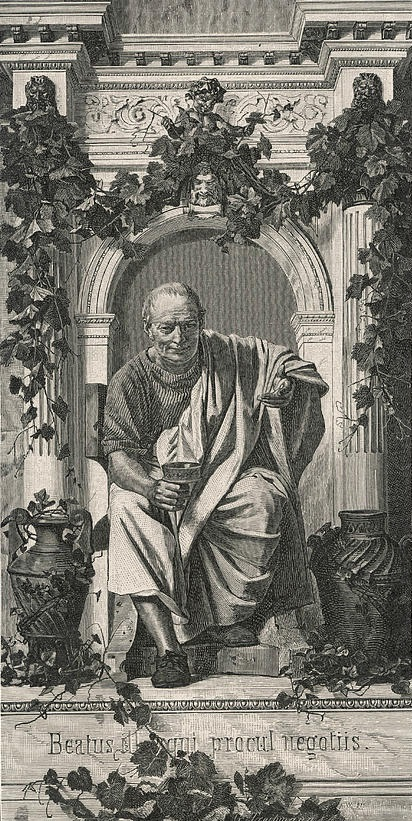
Horatius som skrev Ars Poetica.

Sedan dess har många andra gjort samma sak, bland andra Horatius som under det första århundradet f.Kr. skrev Ars Poetica. Under resten av litteraturhistorien har det alltid funnits olika typer av redaktörer som ibland med, ibland utan några fasta regler för hur bra berättelser ska se ut, har hjälpt författare att förbättra sina berättelser. 
Senare dramateoretiker har – delvis på aristotelisk grund – utvecklat begrepp som exposition, komplikation, upplösning, stigande och fallande handling.

## Dramaturg
Yrkesbenämningen dramaturg kommer av grekiska dramatourgos och betyder ursprungligen dramatiker, det vill säga skådespelsförfattare. Ofta har dramaturger vid teatrar, operahus, TV och radioteater egen erfarenhet av just denna yrkesroll. De kan också ha omfattande kunskaper inom teatervetenskap eller motsvarande för att vara väl insatt i teaterhistorien, dess olika genrer, upphovsmän och speciella omständigheter. Den nutida formen av dramaturg fungerar normalt som:
- rådgivare åt teaterledningen, regissörer etc för kommande repertoarval, genom att hålla sig välinformerad om vad som spelas på andra scener och internationellt,
- rådgivare vid rollbesättning, val av regissör med mera,
- bearbetare av manuskript etc. och framtagare av kringmaterial rörande pjäsämnet, författaren etc. och därmed rådgivare och stöd åt regissör och ensemble,
- vägledare i kontakt med dramatiker; bistås ofta av lektörer för läsning och bedömning av inkomna manuskript,
- ibland behjälplig vid sammanställning av material för teaterprogram och publikinformation.

Vid normala institutioner finns en eller flera dramaturger fast anställda och vid mindre teatrar kan fristående dramaturger anlitas produktionsvis. Även inom filmproduktion finns ofta dramaturger.

## Manusdoktorer
Men det är framför allt under 1900-talet som särskilda manusdoktorer har utvecklats, både efter explosionen av tidningar med skönlitterära alster, som pulp-tidningar och science fiction-tidningar under 1930-talet, och den ökade filmproduktionen.
Manusdoktorernas jobb är bland annat att hjälpa författare och manusförfattare med feedback så att berättelsen:
- blir bättre strukturerad – den ska exempelvis inte innehålla tråkiga transportsträckor,
- blir klarare motiverad – publiken ska förstå varför huvudpersonen gör som den gör,
- håller sig inom de ramar som mediet anger – inom filmbranschen kan det handla om att inspelningen inte ska bli för dyr, inom bokbranschen kan det handla om att hålla språket korrekt.